# ブランド メイフライ

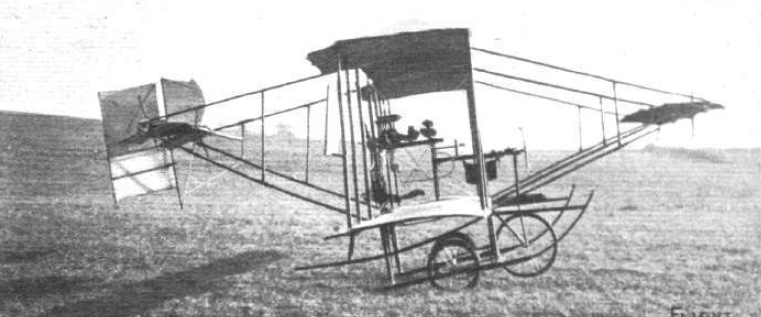
ブランド メイフライ

ブランド メイフライ（Bland Mayfly）は、ケント生まれの女性、リリアン・ブランドが1910年に製作した飛行機である。1910年8月に飛行に成功し、女性が設計、製作された最初の飛行機であるとされる。

## 概要
リリアン・ブランドはスポーツ記者、写真家で、1909年にスコットランドの西海岸の鳥の写真を取っていた時に、ブレリオ XIの写った絵葉書を受け取ったことが、自分の飛行機を作ろうという決心をするきっかけになった。1909年に家の馬小屋で、メイフライの組み立てを始め、無人のグライダーの模型を作った。ファルマン IIIによく似た複葉機で、前部につけられた昇降舵と尾翼はブームで支えられた。最初の有人モデルはグライダーとして1910年初めにCarnmoney Hillで初飛行し、何度か試験飛行した。着陸装置としてはソリがつけられた。グライダーとして成功した後、エンジンが装着できるように改造され、同時に補助翼が追加された。1910年半ばにアブロの20hpのエンジンを入手した。最初の動力試験では燃料タンクが入手できず、ウィスキーのビンから、手動で彼女の叔母のらっぱ形補聴器を使って、燃料を補給した。動力飛行の試験はRandalstownのDeerparkで行われた。
動力型のメイフライは操縦席の後ろにエンジンを装着し推進式のプロペラを駆動した。ソリと翼桁はアッシュ材を使用し、スプール材を翼内の構造に用い、ブームは竹材を用い、楡（American Elm）がエンジンの台に用いられた。主翼はキャラコ布で覆われ、ピンと張れるように工夫された。20hpの空冷2気筒水平対向エンジンは操縦席の後ろに設置された。降着装置はソリで、移動のために一対の車輪が取り付けられた。
飛行機の記事を書き、製作や修理の資金を稼ぎ、1910年8月に動力飛行に成功した。1911年の初めまで、飛行を続けたが、父親が事故を心配し、車を買ってもらう条件で飛行するのを止めた。低出力で、きゃしゃな機体はより強力なエンジンを積むことはできなかったが、女性でも飛行機を作って飛行することができることを示した。エンジンは売却され、機体は少年たちのクラブにグライダーとして寄付された。ブランドを記念して2011年8月、ニュートン・アベイの公園がリリアン・ブランド・コミュニティ・パークと改名され、ステンレス鋼で作られた、メイフライの彫刻が設置された。